# Gisela Stein
Gisela Stein (2 de octubre de 1934 - 4 de mayo de 2009) fue una actriz de nacionalidad alemana.

## Biografía
Nacida en Świnoujście, en la actual Polonia, se formó en la escuela de actuación de Wiesbaden, tras lo cual actuó en Coblenza, Krefeld-Mönchengladbach y Essen. En 1960 pasó al Staatliche Schauspielbühnen Berlin, donde encontró su hogar artístico durante diecinueve años. En ese teatro acabó convirtiéndose en una de las grandes actrices teatrales alemanas, actuando con directores como Hans Lietzau (Inge en Graf Öderland, de Max Frisch, en 1961; Ranewskaja en El jardín de los cerezos, de Antón Chéjov, en 1979), Fritz Kortner (papel titular en Maria Magdalena, de Friedrich Hebbel, en 1966), Niels-Peter Rudolph (Elena en Tío Vania, de Chéjov, en 1977) y Günther Krämer (papel titular en  Maria Stuart, de Friedrich Schiller, en 1977).
Stein también actuó como actriz invitada en el Schauspielhaus Zürich, en el Staatstheater de Stuttgart y en el Festival de Salzburgo. En 1979 volvió a Berlín y en 1980 al Teatro de Cámara de Múnich, donde permaneció hasta 2001, y donde trabajó con Dieter Dorn.
En 1985, en la pieza teatral de Herbert Achternbusch Mein Herbert fue Luise, con puesta en escena de George Tabori. En 1987 actuó en Fedra, de Jean Racine, con dirección de Alexander Lang, el cual también dirigió a la actriz en Penthesilea, de Heinrich von Kleist.
Desde 2001 fue miembro de la compañía del Bayerisches Staatsschauspiel.
Gisela Stein falleció a causa de una larga enfermedad el 4 de mayo de 2009 en su lugar de residencia en Mohrkirch, Alemania.

## Teatro (Bayerischen Staatsschauspiel)
- Das Spiel vom Fragen, de Peter Handke, dirección de Elmar Goerden
- Hekabe, de Eurípides, dirección de Dieter Dorn
- Die Wände, de Jean Genet, dirección de Dieter Dorn
- Die eine und die andere, de Botho Strauß, dirección de Dieter Dorn
- Las bacantes, de Eurípides, dirección de Dieter Dorn

## Radio
- 1977 : Edward Albee: Zuhören, dirección de Heinz von Cramer (WDR/DRS)

## Premios
- 1967 : Berliner Kunstpreis
- 1988 : Deutscher Kritikerpreis
- 1977 : Collar Tilla Durieux
- Nombrada Staatsschauspielerin de Berlín
- 1993 : Cruz de la Orden del Mérito de la República Federal de Alemania
- 1999 : Orden Bávara de Maximiliano para las ciencias y las artes
- Orden del Mérito de Baviera
- Medalla München leuchtet
- 2001 : Oberbayerischer Kulturpreis
- 2004 : Anillo Hermine Körner
- 2007 : Bayerische Verfassungsmedaille en oro